# Ми — жінки (фільм)
«Ми — жінки» (італ. Siamo donne) — кіноальманах з декількох епізодів, в яких розповідаються невеликі історії із життя знаменитих акторок.

## Структура
Епізод «Конкурс»Чотири акторки — одна надія"
- Режисер: Альфредо Гуаріні.
- Сценарій: Чезаре Дзаваттіні, Альфредо Гуаріні.
- В ролях: Анна Амендола, Емма Даніелі, Крістіна Доріа, Крістіна Фантоні та інші.
- Оператор: Доменіко Скала.
- Сюжет: Епізод розповідає про конкурс «Чотири акторки — одна надія», метою якого є відбір однієї молодої акторки для участі у фільмі «Ми — жінки». Розповідь ведеться від імені Анни Амендоли, яка мріє про кар'єру акторки і бере участь у пробах.

Епізод «Аліда Валлі»
- Режисер: Джанні Франчоліні.
- Сценарій: Чезаре Дзаваттіні, Луїджі К'яріні, Джанні Франчоліні.
- Оператор: Енцо Серафін.
- Сюжет: Аліда Валлі, втомившись від численних прийомів, зголошується на запрошення своєї масажистки Анни і приїздить на її весілля. Проте, опинившись у колі простих людей, вона вимушена знову грати роль кінозірки.

Епізод «Інгрід Бергман»
- Режисер: Роберто Росселліні.
- Сценарій: Чезаре Дзаваттіні, Луїджі К'яріні, Роберто Росселліні.
- Оператор: Отелло Мартеллі.
- Сюжет: Інгрід Бергман помічає, що троянди в її саду, яким вона приділяла багато уваги, знищені, і незабаром з'ясовує, що винуватиця цього — курка колишньої власниці будинку, що живе по сусідству. Акторка починає боротьбу з птицею і її хазяйкою…

Епізод «Іза Міранда»
- Режисер: Луїджі Дзампа.
- Сценарій: Чезаре Дзаваттіні, Луїджі К'яріні, Луїджі Дзампа.
- Оператор: Доменіко Скала.
- Сюжет: Іза Міранда досягла великого успіху як акторка, проте вона не має дітей. Одного разу, дорогою з будинку до студії, вона чує звук вибуху і бачить хлопчика із скривавленою рукою. Акторка відвезла його до лікарні, а потім до нього додому, до братів і сестер. Цей випадок змусив її пожалкувати про відсутність власних дітей.

Епізод «Анна Маньяні»
- Режисер: Лукіно Вісконті.
- Сценарій: Чезаре Дзаваттіні, Сузо Чеккі д'Аміко, Лукіно Вісконті.
- Оператор: Габор Погань.
- Сюжет: Анна Маньяні розповідає забавну історію зі свого життя. Приїхавши на таксі в театр, вона вступає з водієм в суперечку про те, чи треба платити додатково 1 ліру за провезення собаки. Все залежить від розміру тварини: за собак малого розміру доплачувати не вимагається. Проте як визначити, чи малого розміру її собака? Таксист стверджує, що ні. Анна вирушає в поліцейський відділок, щоб з'ясувати істину…